# R/K选择理论
r/K選擇理論（r/K selection theory）是二十世紀生態學上一個有關生物體如何權衡後代的數量與品質的理論，這個理論需要將性狀和自然選擇結合在一起進行考慮。這兩個概念是相對比較出來的，在討論生物生存策略時，會針對物種進行對比。其中r理論是指以犧牲父母投資為代價從而增加子代的數量，K理論則恰恰相反。本理論試圖解釋為何雖然兩者皆是以「在最短時間t內提升族群數量N」為目標，卻選擇乍看之下完全相反的策略來達成。
具體解釋K理論（少而精）的特色可以有：生物成熟的年齡較r理論來得大、體型較大、子代數量較少、較長時間照顧、一生繁殖次數較少。這兩種理論並無孰優孰劣之別，並且實際上即使是同一種動物都有採取不同理論的可能，應該以相對來做為比較標準。
1970至80年代是該理論的盛行期，並用於輔助啓發法。但是在90年代末期被幾個實證研究駁倒，從而失去了其重要性。 其一部份被生活史理論取代，但是後者也吸收了r/K選擇理論的很多要點。
r/K選擇理論之術語是由生態學家羅伯特·麥克阿瑟和艾德華·威爾森基於其島嶼生物地理學的研究 而創造出來的。

## 概述
選擇理論假定生物進化時只會選擇或兩條路的其中一個。 和取自標準環境代數學，在費爾哈斯模型中有其進一步闡釋：
{\displaystyle {\frac {dN}{dt}}=rN\left(1-{\frac {N}{K}}\right)}
是族群數量（若討論對象為人類即為人口）的最大增長率（growth rate），則是當地環境的承載力（carrying capacity）。該方程式指出了和的變化對族群數量的影響。如此，選擇理論強調高增長率的重要性，即以後代的低存活率為代價，擴大生態位并生育更多後代。相反，選擇理論則強調少生育，從而增加父母投資，以提高後代的存活率。而兩者皆是以在最短時間內提升族群數量為目標，卻選擇乍看之下完全相反的策略來達成。

## 現代觀點
由於r選擇和K選擇是相對定義，在實務研究上缺乏通用的操作定義。1980年代起，引用此理論的論文開始減少。萊斯里矩陣和密度依賴選擇（density-dependent selection）等更詳細的模型漸漸取代r/K選擇。